# Rimae Hypatia

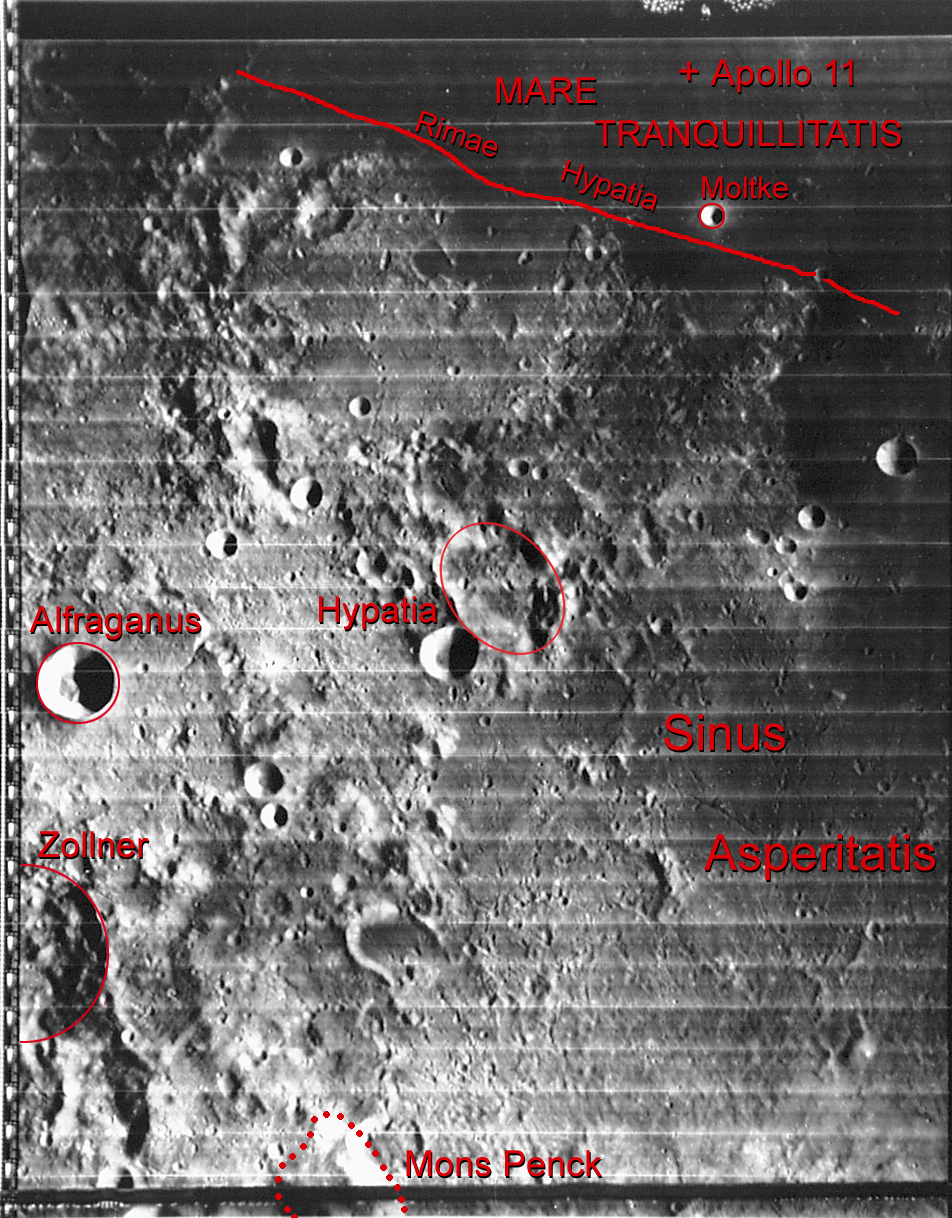
Kráter Hypatia a síť brázd Rimae Hypatia.

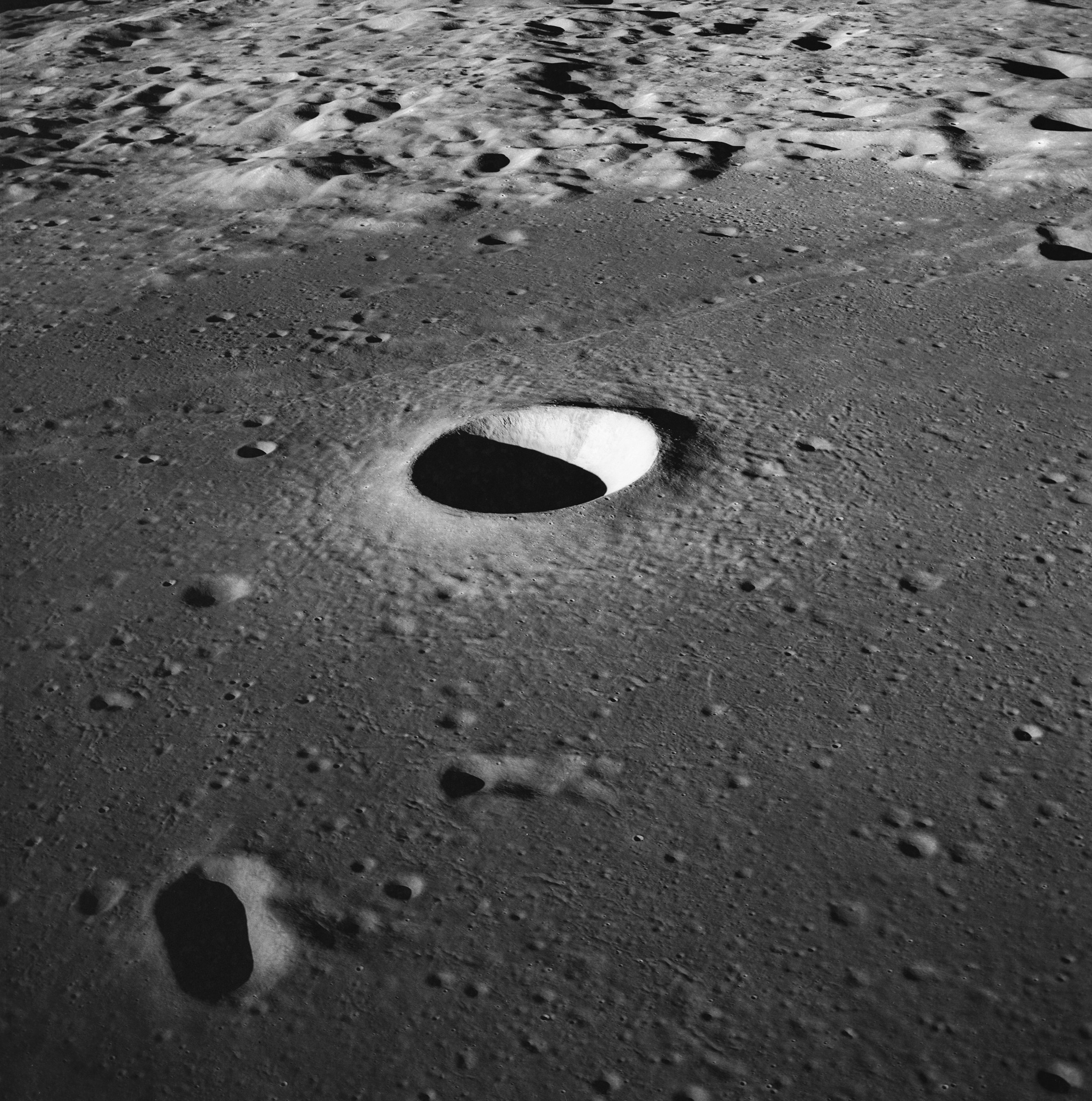
Kráter Moltke v popředí na fotografii mise Apollo 10, za ním se táhne hlavní větev Rimae Hypatia.

Rimae Hypatia je soustava měsíčních brázd nacházejících se při jihozápadním okraji Mare Tranquillitatis (Moře klidu) na přivrácené straně Měsíce. Podle kráteru Hypatia ležícím jižně je síť brázd pojmenována. Hlavní větev začíná jižně od kráteru Sabine, protne měsíční rovník a pokračuje východo-jihovýchodním směrem blízko kráteru Moltke (leží severně od hlavní brázdy) k 25° poledníku západní délky, kde se větví. Je dlouhá cca 180 km. Vedlejší a kratší větev začíná také u kráteru Sabine (severněji) a táhne se souběžně s hlavní pouze k 22° poledníku západní délky. Střední selenografické souřadnice jsou 0,3° J, 22,8° V.
Jižně od hlavní brázdy je kopcovitý nepravidelný terén, okraj Mare Tranquillitatis. Severně od brázdy se nachází trojice malých kráterů Armstrong, Aldrin a Collins pojmenovaných po amerických astronautech z mise Apollo 11, jejíž lunární modul přistál nedaleko. Západo-severozápadně od západního konce brázdy leží Schmidt.